# 우에마쓰 요
우에마쓰 요(일본어: 上松 瑛, 1991년 9월 12일~)는 일본의 축구 선수이다.

## 구단 경력
그는 2014년 일본 지역 리그의 브리오베카 우라야스에 입단했다. 2017년부터 일본 풋볼 리그로 승격했다. 2018년 J3리그의 가이나레 돗토리로 이적했다. 2020년까지 76경기에 출전하여, 2득점을 넣었다. 2021년 브리오베카 우라야스(브리오베카 우라야스 이치카와)로 복귀했다.